# Ahad Rafidah
Ahad Rafidah es una localidad de Arabia Saudita, en la  región de Asir.

## Demografía
Según estimación de 2010, contaba con 55.211 habitantes.